# Orizont pierdut (roman)
Orizont pierdut, cunoscut și sub titlul Orizontul pierdut, (în engleză Lost Horizon) este un roman de aventuri cu tentă fantastică scris de James Hilton și publicat pentru prima oară în 1933 de către editura britanică Macmillan din Londra. Romanele Orizont pierdut și Adio, domnule Chips, ambele apărute în 1933, i-au adus celebritate autorului, făcându-l bogat.
Romanul prezintă povestea unui diplomat englez care a fost răpit, împreună cu alte trei persoane, în timpul rebeliunii din India Britanică de la începutul anilor 1930 și transportat la o lamaserie tibetană numită Shangri-La. Lamaseria, care se află deasupra unei văi fertile din Munții Kunlun, conservă secretul longevității umane. Prelungirea vieții umane nu este văzută însă ca un scop în sine, ci ca un mijloc de a salva și de a perpetua esența civilizației terestre de efectele devastatoare ale unui război viitor.
Apariția romanului a avut loc la un deceniu și jumătate după devastatorul război mondial și într-o perioadă social-politică agitată, marcată de Marea criză economică și de ascensiunea fascismului în Europa. Romanul lui Hilton transmite anxietatea autorului cu privire la distrugerea iminentă a civilizației, senzație resimțită de mai mulți scriitori britanici ai acelei perioade care prevedeau un viitor sumbru al omenirii.

Cabana principală a reședinței prezidențiale de vacanță Camp David (cunoscută anterior ca Shangri-La).

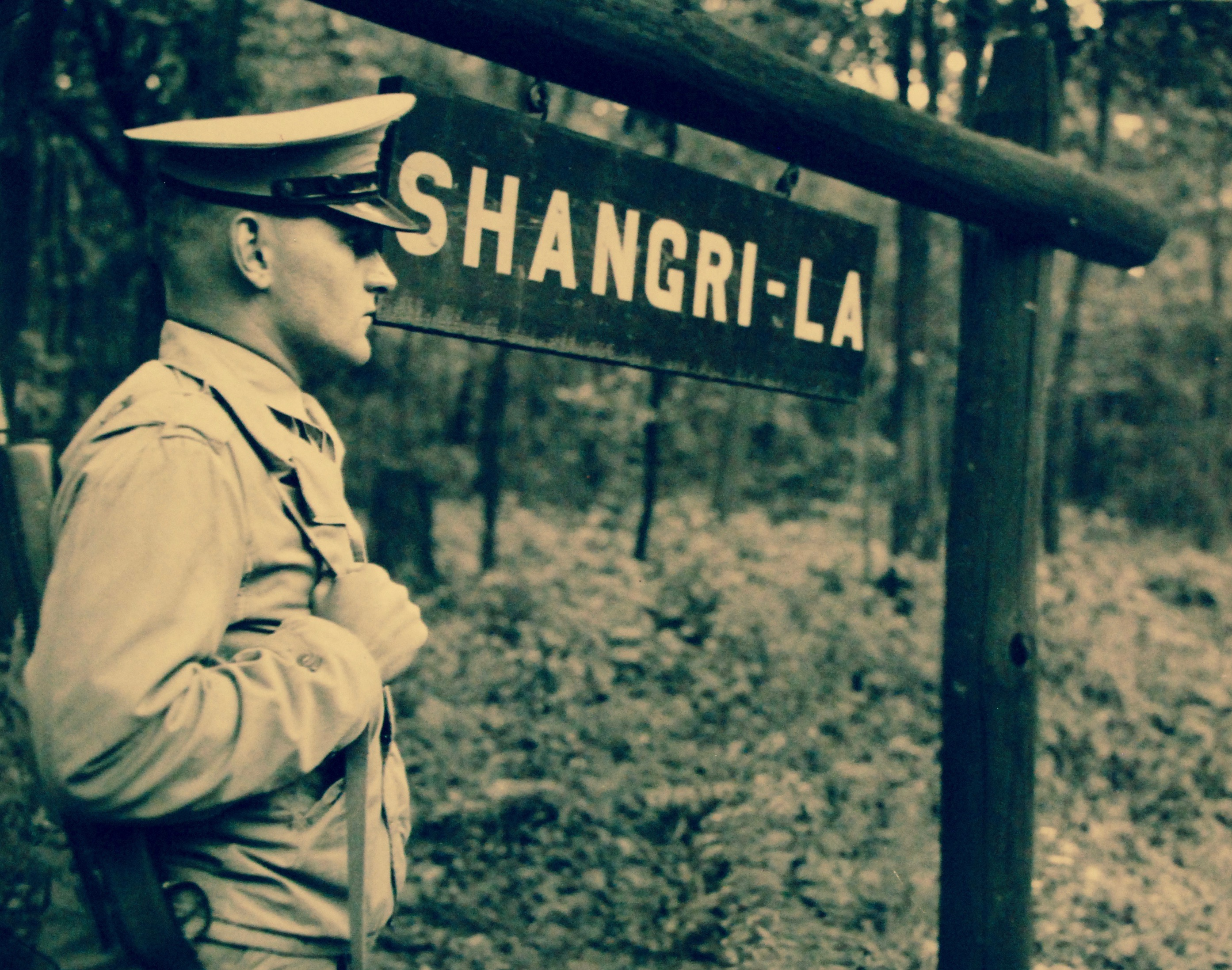
Pușcaș marin american de pază la Shangri-La (Camp David) în 1944.

Orizont pierdut a fost bine primit de cititori, fiind tipărite mai multe ediții în perioada imediat următoare. Succesul romanului a determinat adaptarea sa în două filme lansate în 1937 și 1973, în musicalul Shangri-La (1956) și în câteva spectacole teatrale. Tărâmul mitic Shangri-La din romanul lui Hilton a dobândit în timp o mare faimă: autoritățile unor regiuni din Pakistan, India, Bhutan și China au pretins că miticul Shangri-La s-ar afla acolo și au alocat mari sume de bani pentru promovarea turismului în acele zone, iar acest nume a fost oferit mai multor spații turistice din întreaga lume.

## Rezumat

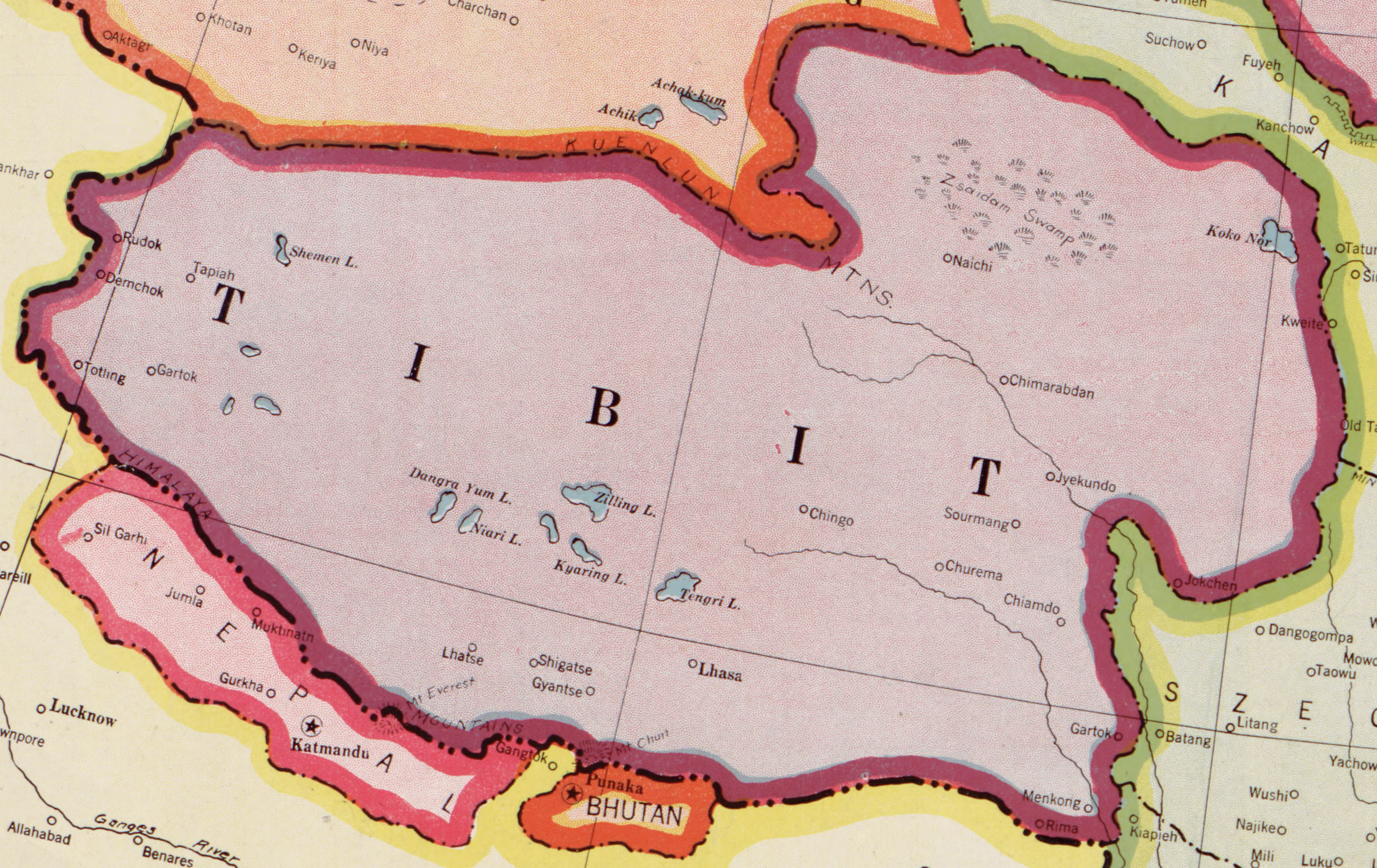
Harta Tibetului în 1932. Munții Kunlun formează frontiera nord-vestică, fiind desemnați aici sub numele „Kuenlun”.

Cu ocazia unei întâlniri care are loc la Berlin în primăvara anului 1932, un medic neurolog englez află de la un fost coleg de școală, romancierul Rutherford, întâmplarea uluitoare trăită de Hugh Conway, consulul britanic din orașul indian Baskul, care fusese dat dispărut în mai 1931 în timpul evacuării forțate a civililor albi de la Baskul la Peshawar din cauza izbucnirii unei rebeliuni locale. Rutherford povestește că l-a întâlnit pe Conway în toamna anului 1931 în spitalul unei misiuni creștine franceze din Chung-Kiang (o regiune îndepărtată a Chinei); fostul consul suferea de amnezie, iar Rutherford, care l-a recunoscut, l-a îmbarcat pe un vapor care pleca din Shanghai către America. Conway și-a recăpătat memoria pe parcursul călătoriei pe mare și, după ce i-a relatat lui Rutherford ceea ce i s-a întâmplat după ce a părăsit orașul Baskul, a coborât neobservat pe țărm în timpul unei escale în Honolulu și s-a întors în Orientul Îndepărtat. Rutherford îi înmânează naratorului un manuscris dactilografiat ce conținea povestea stranie relatată de Conway și pleacă apoi în Kashmir, pe urmele prietenului său.
În mai 1931, în timpul rebeliunii din India Britanică, Conway părăsise Baskulul cu un avion al Royal Air Force în compania altor trei persoane: viceconsulul Mallinson, omul de afaceri american Henry D. Barnard și misionara britanică Roberta Brinklow. După un timp cei patru pasageri își dau seama că avionul este pilotat de un străin și că a deviat de la traseul stabilit, îndreptându-se spre grupul estic al Munților Himalaya. Avionul aterizează forțat pe un platou înalt din Munții Kunlun, iar misteriosul pilot moare în urma impactului. Cei patru pasageri sunt găsiți de un grup de munteni tibetani care cărau un palanchin în care se afla un chinez bătrân pe nume Chang. Impasibilul Chang – care părea că-i aștepta – îi conduce în lamaseria Shangri-La, construită deasupra unei văi fertile („Valea Lunii Albastre”), la adăpostul unui munte înalt numit Karakal.
În ciuda faptului că pare izolată de lumea exterioară, lamaseria dispune de facilități moderne precum încălzire centrală, instalații sanitare importate din Occident, o bibliotecă mare și mai multe instrumente muzicale noi. Cei patru oaspeți cunosc inițial, cu excepția servitorilor, doar doi membri ai comunității: bătrânul Chang și o chinezoaică pe nume Lo-Tsen. Conway, care era epuizat de sarcinile diplomatice din ultima perioadă și dezamăgit de superficialitatea societății contemporane, se bucură că are șansa să se odihnească și explorează biblioteca vastă și excentrică a lamaseriei, în timp ce Mallinson este nerăbdător să plece cât mai repede și devine iritat atunci când aude că trebuie să rămână cel puțin o lună, până când o caravană care aduce mărfuri va ajunge în acea vale. Ceilalți doi membri ai grupului par să se adapteze mai bine și decid să rămână în Valea Lunii Albastre: misionara Brinklow este interesată să-i convertească la creștinism pe tibetanii budiști din vale, iar Barnard (care era în realitate Chalmers Bryant, un escroc căutat de poliție) găsește acolo un loc unde poate scăpa brațului lung al legii.

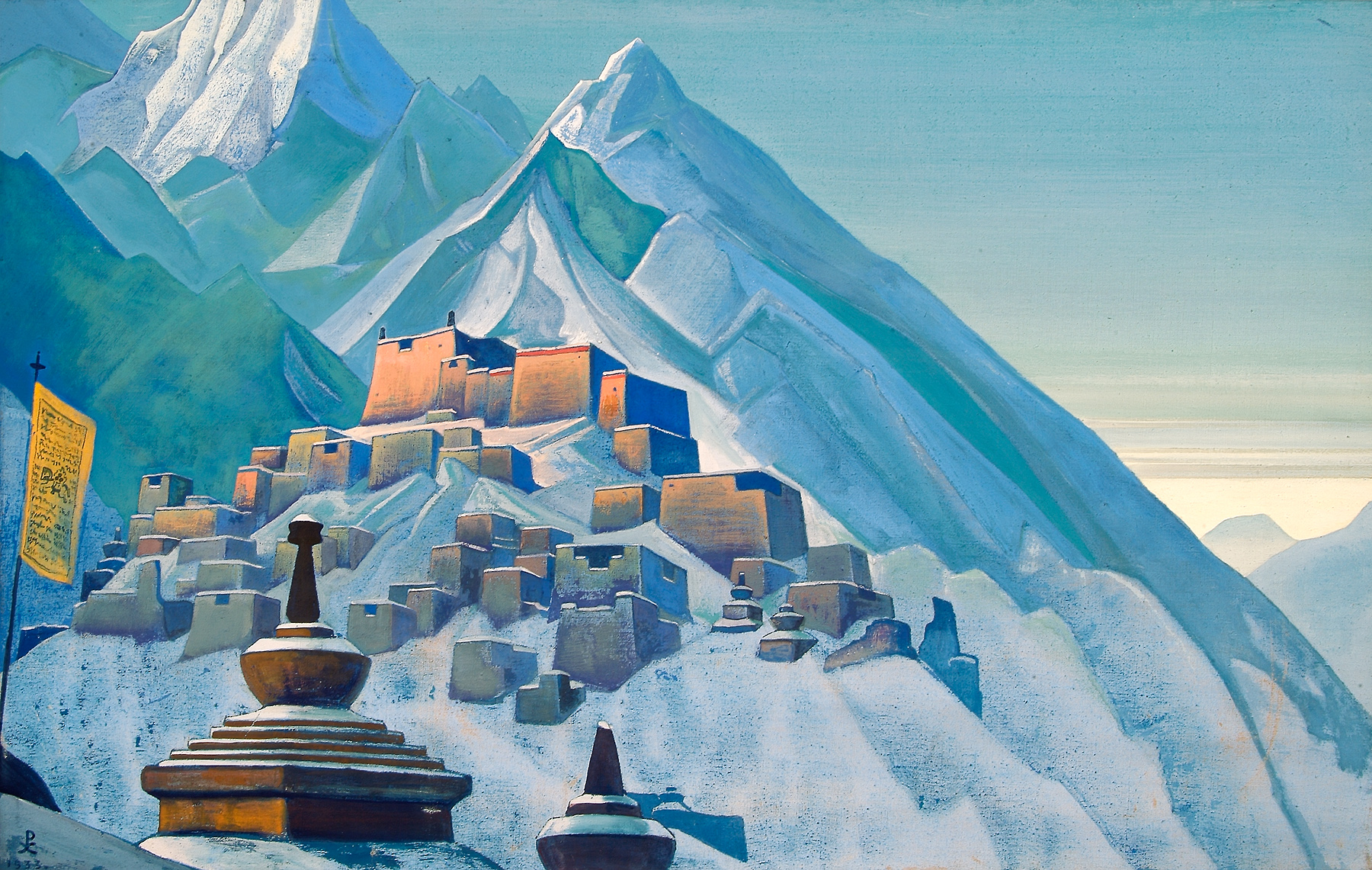
Reprezentare a Tibetului realizată de Nicholas Roerich în 1933. Tempera pe pânză.

La câteva săptămâni după sosirea la Shangri-La, Marele Lama decide să-l cunoască pe Conway și-i prezintă istoria și misiunea lamaseriei. Conducătorul spiritual al lamaseriei se dovedește a fi un vechi misionar capucin luxemburghez pe nume Perrault care plecase din Pekin în 1719 pentru a descoperi ultimele rămășițe ale creștinismului și, ajungând din întâmplare în acea vale inaccesibilă, descoperise acolo secretul longevității. El și-a dedicat îndelungata sa viață construirii unui paradis care să conserve înțelepciunea și cultura umană, anticipând că omenirea se îndreaptă spre un război devastator. Grupul refugiaților din Baskul fusese răpit deliberat cu intenția de a fi recrutat cauzei idealiste a Marelui Lama, iar Conway a fost ales de părintele Perrault ca succesor la conducerea lamaseriei. Discipolii părintelui Perrault au perspectiva unei mari longevități și își dedică viața activității spirituale. În perioada următoare fostul consul poartă mai multe conversații cu Marele Lama, întâlnește mai mulți lama centenari și începe treptat să se adapteze traiului armonios din lamaseria Shangri-La.
Când sosesc în cele din urmă cărăușii, Mallinson încercă cu disperare să-l convingă pe Conway că povestea relatată de Marele Lama este implauzibilă și aduce ca argument faptul că Lo-Tsen a decis să i se alăture, în ciuda faptului că, potrivit afirmațiilor lui Chang, ea ar fi mult mai bătrână decât pare și că va îmbătrâni rapid după ce va părăsi Valea Lunii Albastre. Convingerile lui Conway sunt zdruncinate, mai ales că Marele Lama murise chiar în aceeași noapte, iar fostul consul acceptă să plece pe ascuns împreună cu Mallinson. În acest punct se încheie relatarea lui Conway, pe care Rutherford o transcrisese cu fidelitate.
Câteva luni mai târziu, naratorul îl reîntâlnește pe Rutherford la Delhi și află că acesta nu a dat de urma lui Conway și nici nu a reușit să ajungă în Tibet. Niciunul dintre ceilalți trei pasageri (nici măcar Mallinson) nu a mai fost întâlnit vreodată, ceea ce-l face pe Rutherford să presupună că pe parcursul îndelungatei călătorii a avut loc o tragedie. Realitatea poveștii lui Conway nu a putut fi astfel confirmată. Nu este clar dacă întâmplările relatate au fost reale sau doar o iluzie complexă. Cu toate acestea, sfârșitul poveștii este ambiguu: medicul de la misiunea creștină din Chung-Kiang, întâlnit de Rutherford la Shanghai, afirmă că fostul diplomat fusese adus la spital de o chinezoaică foarte bătrână, care a murit de febră la scurt timp după aceea. Naratorul și Rutherford bănuiesc că Hugh Conway se îndreaptă spre Shangri-La pentru a-și regăsi paradisul pierdut.

## Structură
Romanul este alcătuit dintr-un prolog, 11 capitole numerotate cu cifre arabe și fără titluri și un epilog. Narațiunea centrală care descrie expediția forțată a lui Conway în Tibet este încadrată „în ramă” de prolog și epilog, în care naratorul medic neurolog discută acele întâmplări cu scriitorul Rutherford.

## Personaje
- Hugh Conway (37 ani) — consulul britanic la Baskul,[2][15][32] care după studii strălucite la Universitatea Oxford și săvârșirea unor acte de vitejie în Primul Război Mondial, intrase prin 1921 în serviciul consular.[33] Cunoștea mai multe limbi orientale și fusese trimis în misiune în Orientul Îndepărtat: la Macao, Pekin și Baskul (unde lucrase în ultimii doi ani).[34] A fost dat dispărut după evacuarea orașului Baskul.[15] Este o persoană calmă și carismatică, cu înclinații mistice.[32]
- cpt. Charles Mallinson (25 ani) — viceconsulul britanic la Baskul, asistentul lui Conway.[2][15] A absolvit o școală publică și s-a logodit apoi cu o fată din Anglia.[35] Ajuns la Shangri-La, el este nerăbdător să revină cât mai curând în lumea exterioară.[21] Este hiperactiv și exaltat.[32]
- Henry D. Barnard — om de afaceri american, al cărui nume real este Chalmers Bryant.[2][15] A fost administratorul unui fond de investiții din New York, care s-a prăbușit în timpul crahului bursier din 1929.[36] Acuzat de escrocherie, a fugit din America și a fost dat în urmărire în toată lumea pentru a fi arestat.[21] Găsește în Shangri-La o ascunzătoare perfectă pentru a scăpa de mâna lungă a legii.[32]
- Miss Roberta Brinklow — misionară britanică în Orientul Îndepărtat.[2][15] A fost membră a London Missionary Society, dar, nefiind de acord cu botezul pruncilor, a plecat ca misionară în Orient.[37] Intenționează să deschidă o misiune creștină în Valea Lunii Albastre și să-i convertească pe localnicii tibetani la creștinism.[32][38]
- Chang (n. 1833) — chinez bătrân și cu aspect impenetrabil care-i conduce pe cei patru supraviețuitori ai catastrofei aviatice în lamaseria Shangri-La.[19][21][32] În 1855 era un militar ce comanda o trupă de soldați împotriva grupurilor de briganzi și, aflat într-o operațiune de recunoaștere, s-a rătăcit în munți și a ajuns mai mult decât viu la Shangri-La.[39][40] Este persoana de legătură între cei patru călători și conducătorii lamaseriei Shangri-La și răspunde vag la unele întrebări ale călătorilor.[32] Vorbește fluent limba engleză.[32]
- Marele Lama (n. 1681) — conducătorul spiritual al lamaseriei Shangri-La; se dovedește a fi un bătrân misionar capucin pe nume Perrault.[2][22][40] Luxemburghez ca origine, a studiat la universitățile din Paris și Bologna și a fost trimis misionar în China.[41] A plecat de la Pekin în 1719, împreună cu alți trei frați, pentru a-i găsi pe ultimii creștini din China și a ajuns prin întâmplare într-o vale stâncoasă, unde a găsit o lamaserie budistă părăsită pe care a reconstruit-o și unde s-a mutat în 1734.[40][42] A descoperit acolo secretul longevității[22] și a supraviețuit prin practicarea meditației și a respirației yoghinice și prin consumul fructului tangatse, care creștea în vale.[40] Apropiindu-se de vârsta de 250 de ani, își dă seama că se apropie de moarte și începe să caute un succesor la conducerea lamaseriei, găsindu-l în persoana lui Conway.[40]
- Lo-Tsen (n. 1866) — o chinezoaică din lamaserie care cântă la pian pentru cei patru oaspeți.[2][21] Făcea parte din familia imperială Manchu, fusese promisă în căsătorie unui prinț din Turkestan și călătorea în 1884 spre Kashgar, unde urma să-și întâlnească viitorul soț, dar cărăușii care o conduceau acolo s-au rătăcit prin munți; întregul grup a fost salvat de la moarte de tibetanii din „Valea Lunii Albastre”.[40][43] Are vârsta de 65 de ani în 1931, deși nu o arată, dar Eleanor Cooney și Daniel Altieri, autorii continuării Shangri-La: The Return to the World of Lost Horizon (1996), consideră că ar fi mințit cu privire la vârsta ei adevărată și că ar avea în realitate 80 de ani.[40]
- Talu — pilotul tibetan care deturnează avionul cu cei patru călători occidentali și îl conduce către Shangri-La.[32][44] Moare în urma unui atac de cord în cursul aterizării pe platoul montan înzăpezit.[32][45]
- medicul neurolog — naratorul prologului și epilogului, fost coleg de școală cu Conway, Rutherford și Wyland.[46]
- Rutherford — romancier britanic, care-i povestește unui prieten întâmplările stranii trăite de Conway în Tibet.[15][46]
- Wyland — secretarul Ambasadei Britanice la Berlin, coleg de școală cu Conway, Rutherford și cu medicul neurolog.[46]

## Scriere și publicare

### Începuturile literare ale lui James Hilton
James Hilton s-a născut la 9 septembrie 1900 în orașul Leigh din comitatul Lancashire (azi în Greater Manchester), în familia unui învățător. A crescut în Londra, unde tatăl său acceptase un post de învățător, a absolvit cursurile de la Leys School din Cambridge (1918), apoi a urmat studii de literatură engleză la Christ's College din cadrul Universității Cambridge, pe care le-a absolvit în 1921. În anul 1920, pe când era încă student, a debutat ca scriitor cu romanul Catherine Herself. Începând de atunci, el nu s-a gândit niciodată în mod serios să urmeze o carieră în afara lumii literare. În următorul deceniu a lucrat ca jurnalist mai întâi la Manchester Guardian, iar apoi, pentru un salariu săptămânal de câteva lire, a scris recenzii de carte pentru Daily Telegraph. Două romane apărute în 1933 i-au adus celebritatea și l-au făcut bogat: Orizont pierdut (publicat de editura Macmillan din Londra) și Adio, domnule Chips (publicat în 1933 sub formă de foileton ca supliment al ziarului British Weekly și apoi în 1934 în volum).

### Scrierea romanului
În iarna anului 1932–1933 James Hilton a început să se documenteze pentru scrierea romanului ce a fost intitulat Orizont pierdut. Tibetul, un teritoriu foarte puțin cunoscut la începutul secolului al XX-lea, a exercitat o mare atracție asupra scriitorului prin aura de mister care-l învăluia: „Locurile și popoarele necunoscute au exercitat o mare atracție pentru mine, iar Tibetul este unul dintre puținele locuri de pe pământ care este încă relativ inaccesibil”. Potrivit afirmațiilor sale ulterioare, Hilton a petrecut multe ore în sala de lectură a British Museum, citind descrierile călătoriilor în Tibet: „Îmi amintesc orele [pe care le-am petrecut] în biblioteci, citind povești și legende ale marilor călători misionari care au explorat întreaga Asie centrală cu câteva secole mai înainte”. El s-a documentat cu privire la istoria și topografia Tibetului.
Într-un interviu publicat în 1936 în ziarul american New York Times, Hilton a declarat că a folosit „materialul tibetan” de la British Museum, în special memoriile de călătorie din 1844–1846 a doi preoți misionari francezi, Évariste Régis Huc și Joseph Gabet, pentru a se documenta cu privire la spiritualitatea budistă și la cultura tibetană în imaginarea tărâmului armonios Shangri-La. Huc și Gabet au călătorit în perioada 1844–1846 de la Dolon Nor la Lhasa, pătrunzând în Tibet deghizați în călugări lama. Relatarea călătoriei lor, publicată mai întâi în franceză în 1850, a fost tradusă în mai multe limbi străine și a fost publicată în mai multe ediții. O „traducere comprimată” populară a cărții a fost publicată în Anglia în 1928. În jurnalul celor doi misionari francezi există ideea tărâmului mitic Shambala, identificat ca un centru de cultură spiritual aflat mai la nord de India, și sunt regăsite unele idei ideologice întâlnite în romanul lui Hilton. Traseul urmat de cei doi misionari a fost prin Munții Kunlun, la fel ca traseul grupului condus de Conway în roman.
Unii cercetători literari au susținut că Hilton s-ar fi inspirat, de asemenea, din articolele publicate în perioada 1926–1931 de geograful american de origine austriacă Joseph Rock în revista National Geographic, care conțin descrieri geografice și culturale asemănătoare cu cele din roman. În opinia altor autori, Hilton ar fi putut fi inspirat și de alte expediții occidentale în Asia: expediția diplomatului scoțian George Bogle în Tibet (anii 1770), expediția britanică în Tibet condusă de Francis Younghusband (1903–1904), expediția britanică pe Everest din 1924 a lui George Mallory (care a dispărut misterios atunci când se afla la doar câteva sute de metri de vârf), expediția asiatică a lui Nicholas Roerich (1925–1929) în căutarea Shambalei, sau de viziunea mitologizantă a Tibetului din unele cărți celebre la acea vreme precum romanul Kim (1901) al scriitorului englez Rudyard Kipling.
Romanul a fost scris în martie și aprilie 1933, pe parcursul a șase săptămâni, la casa părinților lui Hilton din Woodford Green, așezare aflată la periferia estică a Londrei. După ce redactarea manuscrisului a fost încheiată în aprilie 1933, Hilton a trimis manuscrisul editorii londoneze Macmillan (fondată în 1843), deși romanele sale anterioare fuseseră publicate de editurile Thornton Butterworth și Ernest Benn. Într-o scrisoare trimisă editorului Harold Macmillan la 9 mai 1933 scriitorul își exprima îndoiala că titlul Blue Moon ar fi potrivit, deoarece publicul ar fi putut să-l asocieze cu o comedie muzicală.

### Publicarea romanului și succesul lui
Orizont pierdut a fost publicat în 26 septembrie 1933 de editura Macmillan din Londra, într-un tiraj de 3.000 de exemplare, suplimentat în noiembrie 1933 cu încă 3.000 de exemplare. Apariția unui roman ce prezenta viziunea unei vieți liniștite și fără griji într-un paradis terestru, într-o perioadă frământată a societății occidentale, a fost bine primită de cititori: au fost tipărite astfel trei ediții până în decembrie 1933 și alte trei ediții pe parcursul anului 1934. Prima ediție americană a fost publicată în octombrie 1933 de editura William Morrow and Company din New York. Vânzările romanului au fost inițial mai mici în Marea Britanie, dar au crescut puternic în Statele Unite ale Americii, ajungând ulterior în câțiva ani la un tiraj total de câteva sute de mii de exemplare.
Romanul a obținut Premiul Hawthornden la 10 iunie 1934 și a fost repede ecranizat într-un film regizat de Frank Capra. Succesul filmului l-a determinat pe Hilton să se mute în California pentru a scrie scenariile altor adaptări după romanele sale, iar scriitorul britanic a rămas după război în Statele Unite ale Americii și a murit în 1954 la Long Beach.
În anii următori romanul a fost tipărit în mai multe ediții, fiind, printre altele, primul roman publicat în colecția cărților de buzunar a editurii americane Pocket Books; prima ediție a fost tipărită într-un tiraj de 10.000 de exemplare și a fost vândută la un preț modic de 25 de cenți. Până în 1961 editura Pocket Books a tipărit 47 de ediții și a vândut peste 2 milioane de exemplare. În anul 2005 a fost tipărită a 106-a ediție a cărții.

### Locuri posibile de inspirație

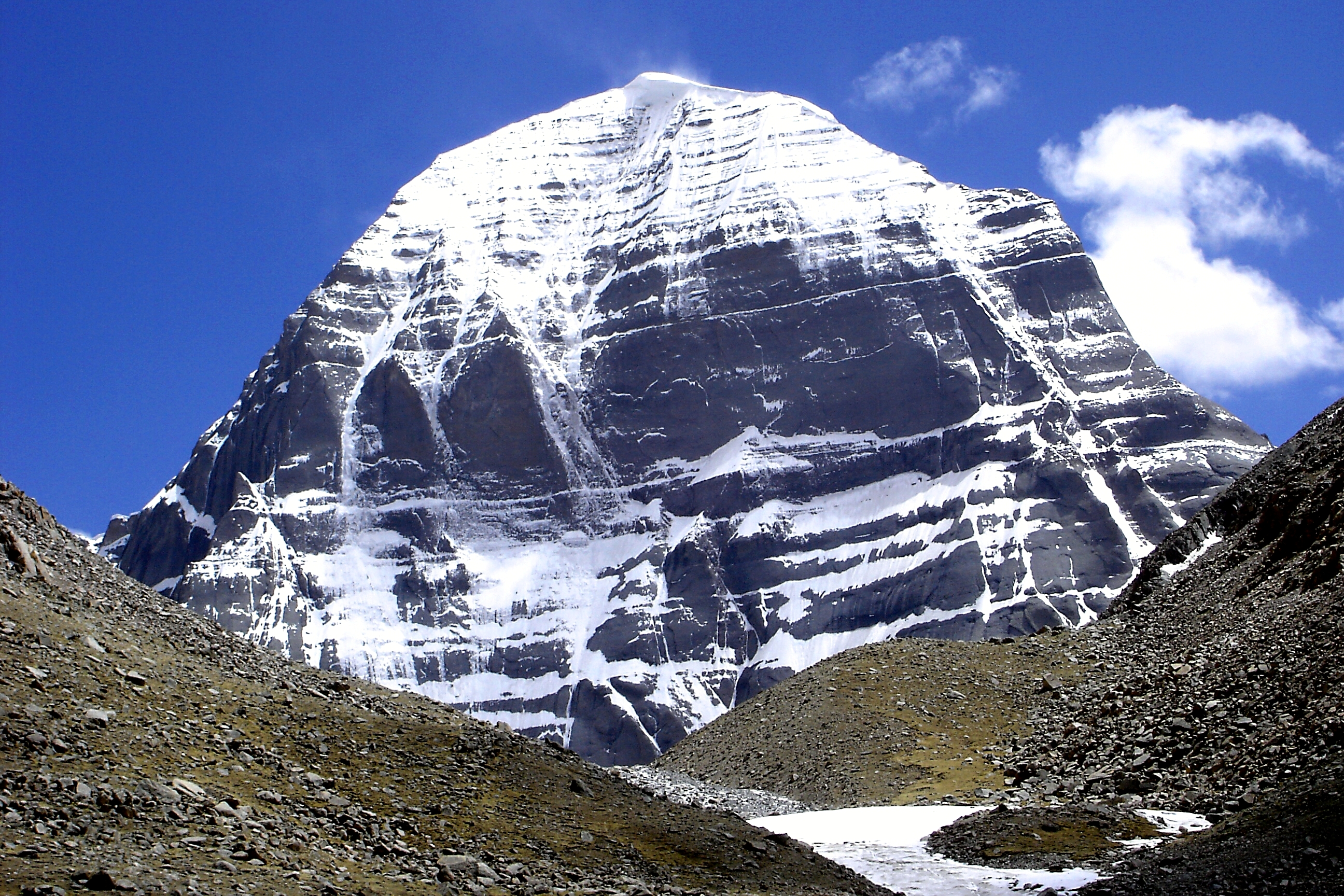
Imagine a versantului nordic al muntelui Kailash, care ar fi inspirat muntele Karakal.

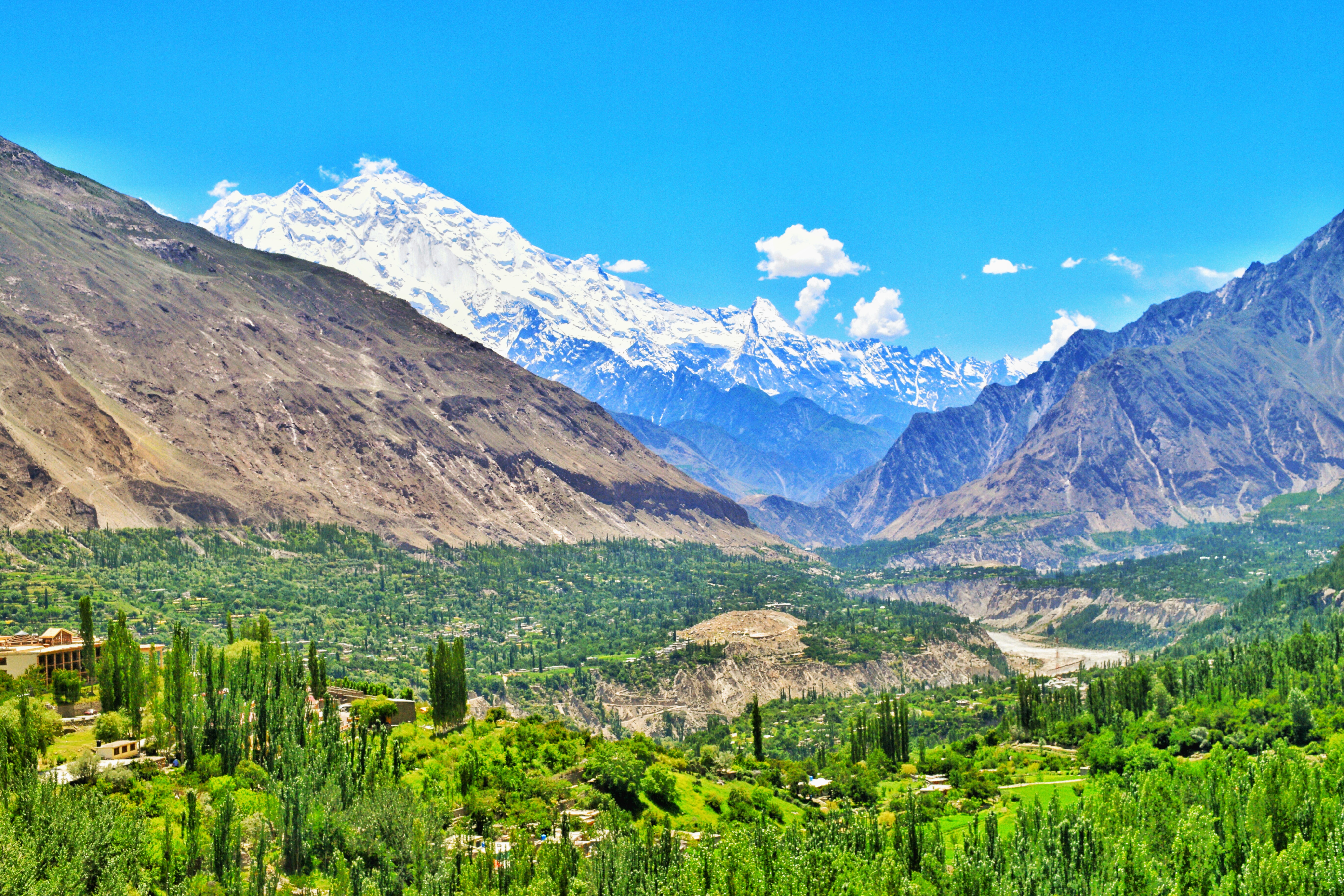
Valea Hunza a fost considerată o posibilă sursă de inspirație pentru Valea Lunii Albastre.

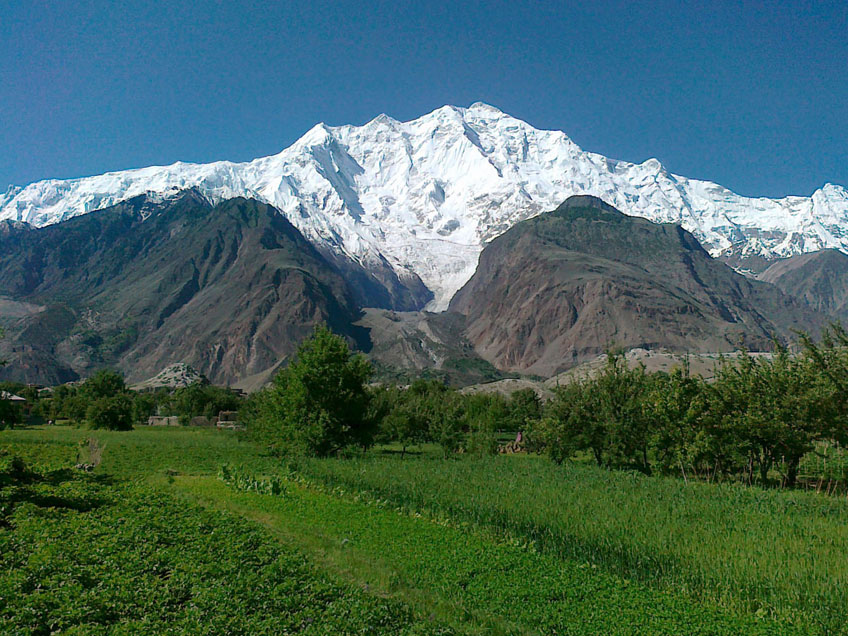
Valea Hunza, străjuită de versantul înzăpezit al muntelui Rakaposhi.

### Asemănări cu tărâmul Shambala

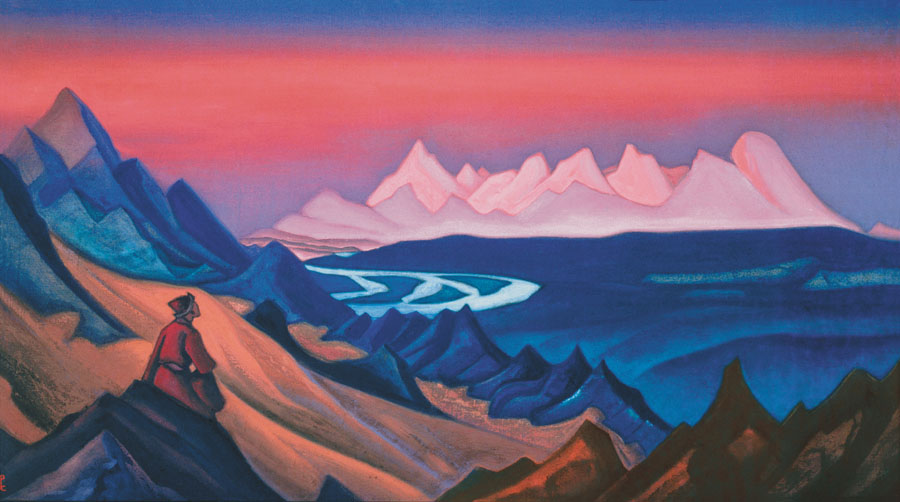
„Cântecul Shambalei”, pictură realizată de Nicholas Roerich în 1943. Tempera pe pânză.

## Traduceri

Coperta primei ediții în limba română a romanului, publicată în 1933.